# Ouindigui (Burkina Faso)
Ouindigui (ou Woindigui) est une localité du Burkina Faso, chef-lieu du département de Ouindigui, dans la province du Loroum et la région du Nord.

## Climat
Ouindigui est doté d'un climat de steppe, de type BSh selon la classification de Köppen avec, en moyenne annuelle, une température de 28,4 °C et des précipitations de 530 mm.

## Population
Lors du recensement de 2006, on y a dénombré 3 595 habitants. 

## Éducation
En 2016-2017, la localité possède 3 écoles primaires publiques.